# Kastell Unterschwaningen

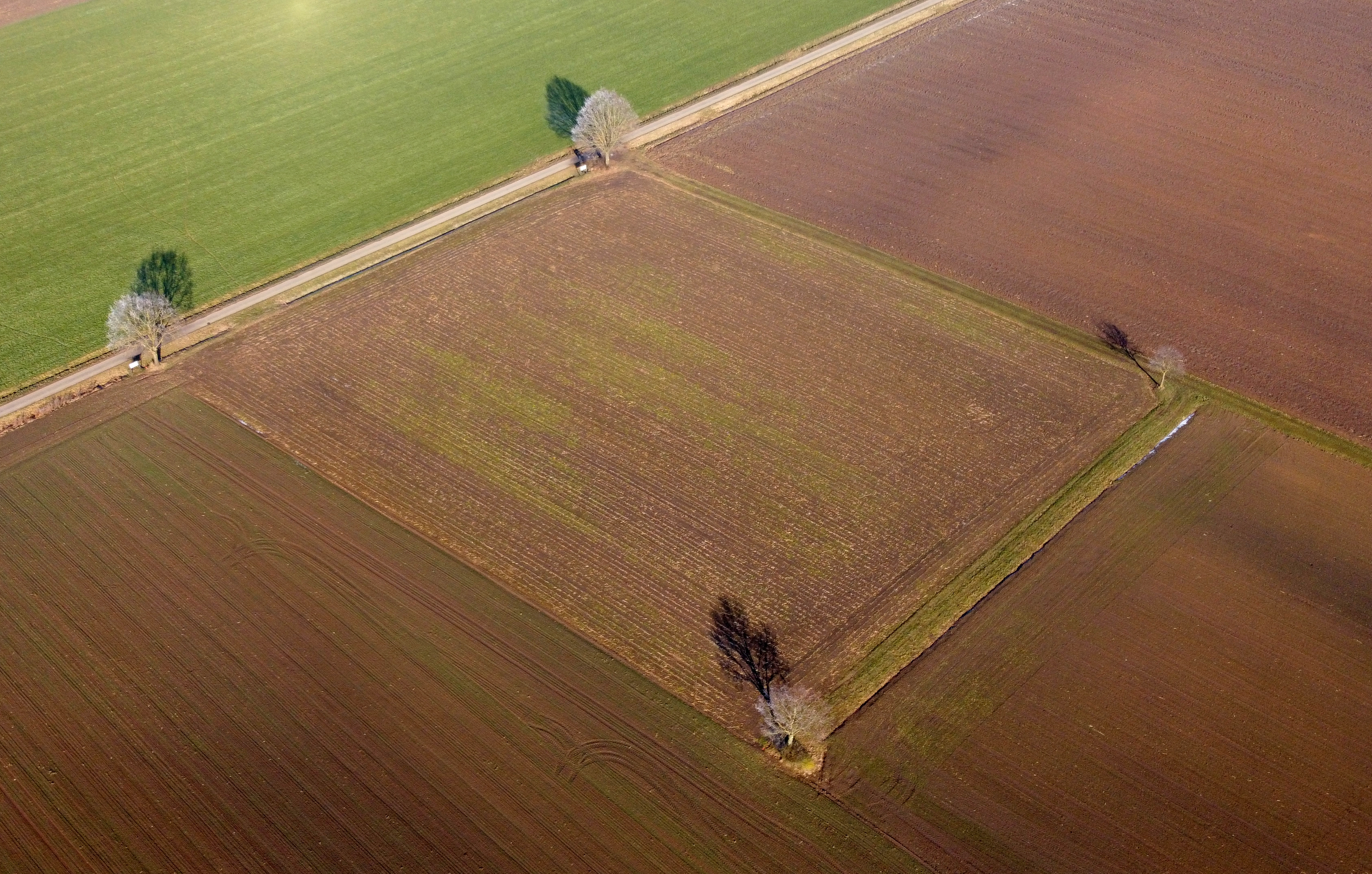
Luftbil des Kastells Unterschwaningen

Das Kastell Unterschwaningen war ein römisches Militärlager, das nahe am Rätischen Limes, einem Teil des zum UNESCO-Weltkulturerbe erhobenen Obergermanisch-Rätischen Limes, errichtet wurde und heute unüberbaut, doch nicht sichtbar unter den landwirtschaftlich genutzten Fluren der Gemeinde Unterschwaningen im Landkreis Ansbach in Bayern liegt.

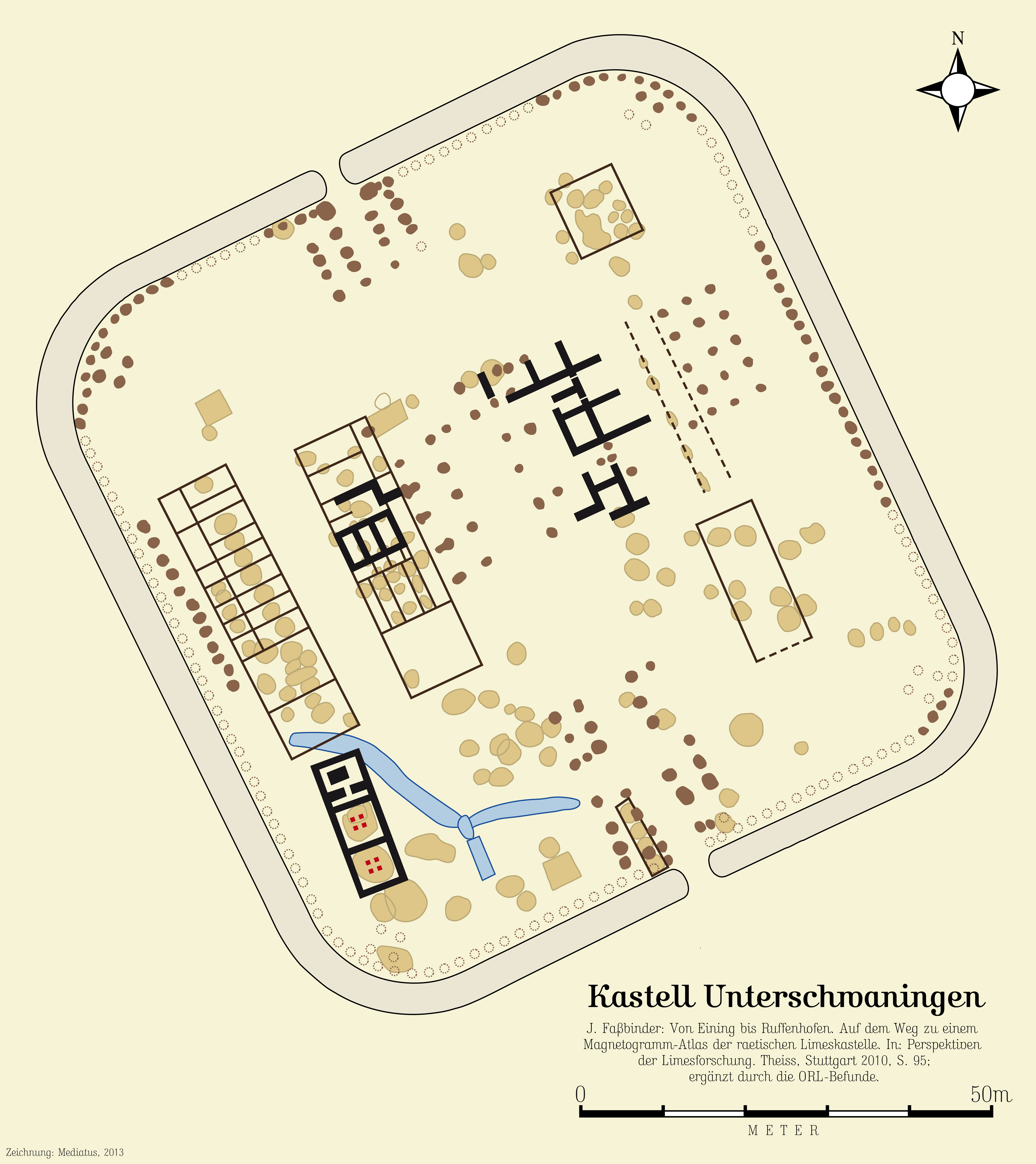
Unterschwaningen nach dem korrigierten Befundplan der Reichs-Limeskommission sowie der 2010 veröffentlichten Magnetometerabtastung

## Lage
Das Kastell, 4,8 Kilometer hinter dem Limes gelegen, wurde auf einem nach Norden, Westen und Süden sanft abfallenden kleinen Hangsporn in hügeliger Landschaft gegründet. An der Spitze dieses Spornes stoßen die aus nordöstlicher Richtung kommenden Wasser des Arrabaches mit dem von Nordwesten kommenden größeren Mühlbach zusammen und fließen in Richtung Süden zur Wörnitz ab. Vom Platz aus kann man in südöstlicher Richtung den Spielberg erkennen, an dessen Fuß die wichtige römische Passstraße aus dem nördlichen Endpunkt des Fränkischen Jura heraustrat. Diese Straße kam vom im Riesbecken gelegenen Kastell Munningen, lief über den Pass und führte nach rund 2,5 Kilometern in nordöstlicher Richtung am Kastell Gnotzheim vorbei. Im weiteren Verlauf nach Norden erreichte die Trasse eine bedeutende Altmühlfurt am Grenzkastell Gunzenhausen. Dort gab es am Schloßbuck Limesübergänge ins Freie Germanien. Im Westen kann man vom Kastell Unterschwaningen aus den markanten, sich west-östlich hinziehenden Hesselberg ausmachen, an dessen Südflanke die Wörnitz vorbeifließt. Auf diesem Berg vermutet die Forschung eine römische Signalstation. Vor der Westspitze des Hesselberges, dort wo die Wörnitz einen fast rechtwinkligen Knick nach Südwesten macht und gleichzeitig die Wasser der Sulzach aufnimmt, liegt nahebei das Kastell Ruffenhofen. In nordwestliche Richtung marschierend konnten die Soldaten des Kastells Unterschwaningen den Limes und das dortige, in einem schlecht einsehbaren Halbkessel gelegene Numeruskastell Dambach direkt an den Grenzeinrichtungen des Limes erreichen. Zur Fernmitteilung zwischen Dambach und Unterschwaningen sowie mit dem Kastell Ruffenhofen wäre ein Posten auf dem Hesselberg die beste Möglichkeit gewesen. Das gut erreichbare Kastell Gnotzheim war sicherlich für Unterschwaningen zuständig. Die heutige Ortschaft Unterschwaningen liegt rund einen Kilometer nördlich der Anlage in einer Senke. Der Untergrund im Kastellbereich ist seit der Antike relativ feucht geblieben.

## Forschungsgeschichte
Die kleine Befestigung wurde 1929 in der Flur Rueth (auch Ruth) durch den ehemaligen Streckenkommissar der Reichs-Limeskommission (RLK) Heinrich Eidam (1849–1934) entdeckt, als dieser römische Straßentrassen untersuchte. Noch im gleichen Jahr begann er mit der Teiluntersuchung seiner Entdeckung. Schon im Herbst 1926 hatten sich an dem Platz Mauerreste, Hypokausten- und Dachziegel sowie Sigillatenfragmente gezeigt, die damals einer Villa rustica zugeordnet wurden.
Erst im frühen 21. Jahrhundert fanden am Kastell wieder Forschungen in Form einer geophysikalischen Prospektion durch Jörg Faßbinder vom Bayerischen Landesamt für Denkmalpflege statt, die 2010 publiziert wurden. Noch immer ausstehende neue Grabungen zur Klärung offener Fragen wurden schon vor Jahrzehnten als wichtig erachtet.
Die Bedeutung des Kastells Unterschwaningen lag in der Vergangenheit insbesondere in seiner frühen Zeitstellung, die viele Einblicke in den Aufbau einer solch kleinen Anlage des späten 1. Jahrhunderts gibt. Aufgrund des unüberbauten Zustands gibt es nur wenige Plätze im rätischen Limeshinterland, an denen eine solche Befestigung so relativ ungestört studiert werden kann, zumal der feuchte Untergrund sowohl Holz als auch andere organische Materialien sehr gut konserviert hat.

## Baugeschichte
Aufgrund des reichlichen Kleinfundguts ist für die Gründung eine recht Datierung der einphasigen Kastellgründung möglich. So geht die Forschung davon aus, dass die einschließlich des umfriedenden Erdwalls 80 × 87 Meter (= 0,7 Hektar) große Holz-Erde-Befestigung um 90 n. Chr. während der Regierungszeit Kaiser Domitians (81–96 n. Chr.) gleichzeitig mit dem Kastell Gnotzheim errichtet worden ist. Beide Anlagen wären damit nach heutigem Wissenstand neben dem Kastell Weißenburg im Osten die ersten im Raum nördlich des Fränkischen Jura gewesen. Problematischer ist die Enddatierung der Fortifikation. Nach Überlegungen des Archäologen Dietwulf Baatz (1928–2021) soll Unterschwaningen im Jahr 144 n. Chr., als Gnotzheim laut einer datierbaren Bauinschrift in Stein ausgebaut wurde, möglicherweise schon verlassen gewesen sein. Der von Baatz in Unterschwaningen kasernierte Numerus soll zu diesem Zeitpunkt bereits im nachträglich vergrößerten, jüngeren Kastell Dambach einquartiert gewesen sein. Aufgrund des datierbaren Fundmaterials wie der in die Jahre 161/176 n. Chr. gehörenden Schlussmünze bleibt das von Baatz aufgestellte Szenario jedoch unsicher.

### Umwehrung
Unterschwaningen zeigte mit seiner Prätorialfront (Vorderfront) nach Südosten den Hang hinab zum Arrabach. Eidam stellte als Umwallung eine an den Außenseiten holzversteifte Erdrampe fest, die von den beiden Toren im Nordwesten und Südosten unterbrochen wurde. In den abgerundeten Lagerecken war je ein Holzturm postiert. Als Annäherungshindernis konnte der Ausgräber einen Spitzgraben ausmachen, der an den beiden einspurigen Zufahrten im Norden und Süden aussetzte. Zwei Tore die von je zwei Holztürmen flankiert wurden, sicherten diese Zugänge. Die Breite dieses Umfassungsgrabens variierte genauso wie seine Tiefe. Von Grabensohle zu Grabensohle gemessen besaß die Fortifikation eine Gesamtfläche von 85 × 92 Metern.

### Innenbebauung
Die ebenfalls hölzernen Principia, das Stabs- und Verwaltungsgebäude des Lagers, wurden auf der Hauptachse zwischen den beiden Toren entdeckt. Im Inneren dieser Principia konnten Spuren verschiedener Holzgebäude, Entwässerungsgräben und Gruben beobachtet werden. Die geomagnetische Untersuchung erbrachte unter anderem eine längliche Mannschaftsbaracke zwischen Principia und westlicher Umwehrung. Das bereits in der Antike sehr feuchte Areal in der Südwestecke sowie das Bad, wurden durch einen Abzugskanal entwässert, der vom Südende dieser Baracke zum südlichen Tor führte. Unmittelbar an das südliche Ende der Baracke stieß auch der einzige, 5,5 Meter breite rechteckige Steinbau des Lagers, der wie die Baracke in nord-südlicher Richtung fluchtete. Bei dem Gebäude handelte es sich um ein Bad, dessen bekanntes Erscheinungsbild durch die geomagnetische Prospektion ergänzt wurde.

## Nachkastellzeitliche Nutzung

Der 1929 durch Ausgrabung erbrachte Befund des Bades durch Eidam weicht deutlich von den geophysikalischen Ergebnissen (siehe Zeichnung oben) ab. Insbesondere der sich durch sein charakteristisches Erscheinungsbild abzeichnende südliche Heizraum ist während der Magnetometerabtastung unsichtbar geblieben.

Baatz nahm an, dass die Garnison – wie Munningen – nur kurze Zeit bestand. Nach der Auflassung Unterschwaningens entstand seiner Meinung nach innerhalb der erhaltenen Umwallung eine größtenteils in Holzbauweise errichtete Villa rustica. Mit Blick auf die historischen Parallelen konnte der Althistoriker Kurt Stade (1899–1971) bei seiner Bearbeitung der Unterschwaninger Reliefsigillata nachweisen, dass es eine zeitgleiche Gründung der Garnisonen von Unterschwaningen und Munningen gab. Für das Ende beider Fortifikationen sah es die Archäologin Barbara Pferdehirt nach ihrer Durchsicht der Sigillaten als beweisbar an, dass Unterschwaningen noch etwas länger bestanden hat, als Munningen. Baatz rechnete nach seinem Studium der historischen Grabungsdokumentation von Unterschwaningen damit, dass etliche Pfostenlöcher nicht zum Kastell, sondern in den Zusammenhang der mutmaßlichen Villa gehören. Auch der einzige, leicht aus der Kastellachse gedrehte 10,6 × 5,5 Meter große Steinbau, ein Bad, ist wohl im Zuge der Villa entstanden. Es befand sich nahe dem südwestlichen Eckturm und war seiner Länge nach in nördliche Richtung ausgerichtet. Alle jüngeren Funde von diesem Kastellplatz nach der Mitte des 2. Jahrhunderts wurden in der Vergangenheit eher zu dieser Villa rustica gezählt. Der Steinbau besaß drei hintereinander geschaltete Räume, von denen nach Eidams Untersuchung mindestens zwei beheizbar waren. Die Heizanlage (Praefurnium) mit den Warmwasserkesseln (Vasa) befand sich im Süden. Wie üblich, wird der nördlich daran anschließende Raum, der die größte Hitze benötigte, das Warmwasserbad (Caldarium) gewesen sein, dem das Laubad (Tepidarium) folgte. Alle jüngeren Funde von diesem Kastellplatz nach der Mitte des 2. Jahrhunderts werden wahrscheinlich zu dieser Villa rustica gehört haben. Das Kastellareal wurde letztendlich im Zuge einer verheerenden Brandkatastrophe zerstört.

## Numerus
Die nach Unterschwaningen abkommandierte, namentlich unbekannte Abteilung war höchstwahrscheinlich ein 100 bis 200 Mann starker Numerus (dt. „Einheit“), der höchstwahrscheinlich dem Kastell Gnotzheim unterstand. Diese Einheiten gehörten zu den römischen Hilfstruppen, waren aber nicht so standardisiert wie die Auxilia, welche in den Gründungstagen der Numeri bereits fester Bestandteil des römischen Heeres waren. Die Numeri entstanden am Ende des 1. Jahrhunderts, als die ersten Limesstrecken eingerichtet wurden. Der Bedarf an kleineren Einheiten zur Grenzüberwachung wuchs enorm, was auch finanzielle Folgen für das Reich hatte. So wurden junge Einheimische regional ausgehoben und mit geringerem Sold und weniger striktem Standard in neuerrichtete Standorte abkommandiert. Die Numeri wurden wie die Auxilia nach ihrer ursprünglichen ethnischen Herkunft benannt und haben offenbar bei der Entlassung nicht das römische Bürgerrecht erhalten.

## Funde
Aus dem Graben des Kastells stammt eine reliefverzierte Terra-Sigillata-Scherbe, wahrscheinlich aus der Töpferei des frühen Rheinzaberner Produzenten Ianu I. Dessen Ware ist unter anderem auch von den Kastellplätzen Pfünz und Buch bekannt. Insgesamt wurden jedoch nur sehr geringe Mengen an Sigillaten an diesem Fundplatz geborgen. Die von dem Prähistoriker Rolf Nierhaus vertretene Vorstellung, dass die aus der Grabenverfüllung stammenden Schlussmünzen „um oder kurz nach 150 n. Chr.“ endeten, muss in neuerem Licht (Schlussmünze 161/176 n. Chr.; siehe weiter oben) überdacht werden. Aus der Schlussphase des Kastells „um 150“ soll auch eine konservierte Riemenzunge stammen, die Teil des Cingulum militare eines Soldaten gewesen ist.

## Denkmalschutz
Das Kastell Unterschwaningen ist als Abschnitt des Obergermanisch-Rätischen Limes seit 2005 Teil des UNESCO-Welterbes. Außerdem ist dieses Bodendenkmal geschützt als eingetragenes Kulturdenkmal im Sinne des Bayerischen Denkmalschutzgesetzes (BayDSchG). Nachforschungen und gezieltes Sammeln von Funden sind genehmigungspflichtig, Zufallsfunde an die Denkmalbehörden zu melden.